# Aterrizaje con viento cruzado

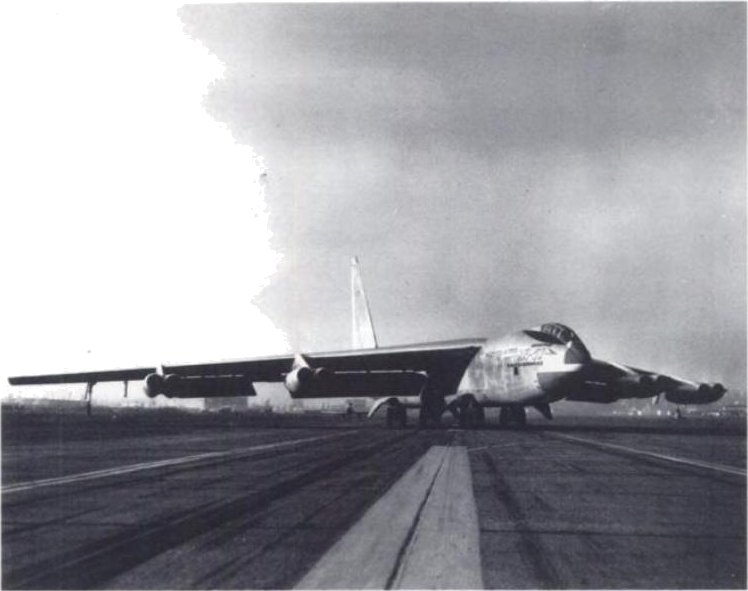
Un XB-52 realizando un aterrizaje con viento cruzado, la cabina de avión apunta hacia donde viene el viento pero el tren de aterrizaje está alineado con la pista de aterrizaje.

Un aterrizaje con viento cruzado es una maniobra de aterrizaje en la que un componente importante del viento dominante es perpendicular a la pista de aterrizaje. Es una maniobra que exige un buen conocimiento de la técnica de vuelo y habilidad.

## Técnicas
Las siguientes pautas fueron dadas por Boeing para efectuar un buen aterrizaje con viento cruzado. En estas directrices se supone un viento constante (no racheado) medido a 10 m de altura (33 pies) para una pista de 45 m de ancho (148 pies). Básicamente, hay tres técnicas de aterrizaje que pueden ser usadas para corregir los vientos cruzados: De-Crab, Crab, y Sideslip, siendo estas dos últimas muy parecidas en su método de ejecución.

### De-Crab
El objetivo de esta técnica es mantener las alas niveladas y el avión posicionado cerca de la línea central de la pista durante la aproximación. El morro del avión apunta al viento, y da la impresión del que el avión vuela de lado (crabbing), lo que puede desorientar al piloto. La trayectoria del avión se controla contrarrestando la fuerza del viento con el empuje de los motores. Las alas deben mantenerse niveladas durante toda la maniobra. Justo antes de tocar el suelo, sobre la cabecera de la pista, se corrige la trayectoria con el timón (downwind rudder) para alinear el eje del avión con el de la pista y se compensa con los alerones para mantener las alas niveladas y la altura de vuelo. En el momento de tocar tierra el aparato está alineado con el centro de la pista y se desplaza en línea recta.

### Crab
El objetivo de esta técnica es mantener las alas niveladas y el avión posicionado cerca de la línea central de la pista durante la aproximación. El morro del avión apunta al viento, y da la impresión del que el avión vuela de lado (crabbing), lo que puede desorientar al piloto. La trayectoria del avión se controla contrarrestando la fuerza del viento con el empuje de los motores. Las alas deben mantenerse niveladas durante toda la maniobra. El avión y su tren de aterrizaje están preparados para tocar suelo sin estar alineados con la pista. En el momento que ya está en el suelo el piloto corrige para alinearse con la pista y continuar rodando alineado con la pista.

### Sideslip
Esta maniobra consiste en mantener el rumbo del avión alineado con la pista de aterrizaje.
Con un ángulo de alabeo leve o no muy pronunciado, la toma de contacto se realiza generalmente con las ruedas contra el viento principal, hay que tocar tierra justo antes de que las ruedas estén a favor del viento. El control excesivo debe ser evitado porque se vuela inclinado y a lo largo de la trayectoria podría suceder que la góndola del motor (engine nacelle) o piezas que sobresalen del ala (outboard wing flap) tocasen el suelo. En fuertes condiciones de viento cruzado, a veces, es necesario combinar las técnicas de cangrejo (Crab) y de deslizamiento lateral (Sideslip).